# Diriomo
Diriomo est une municipalité nicaraguayenne du département de Granada au Nicaragua.

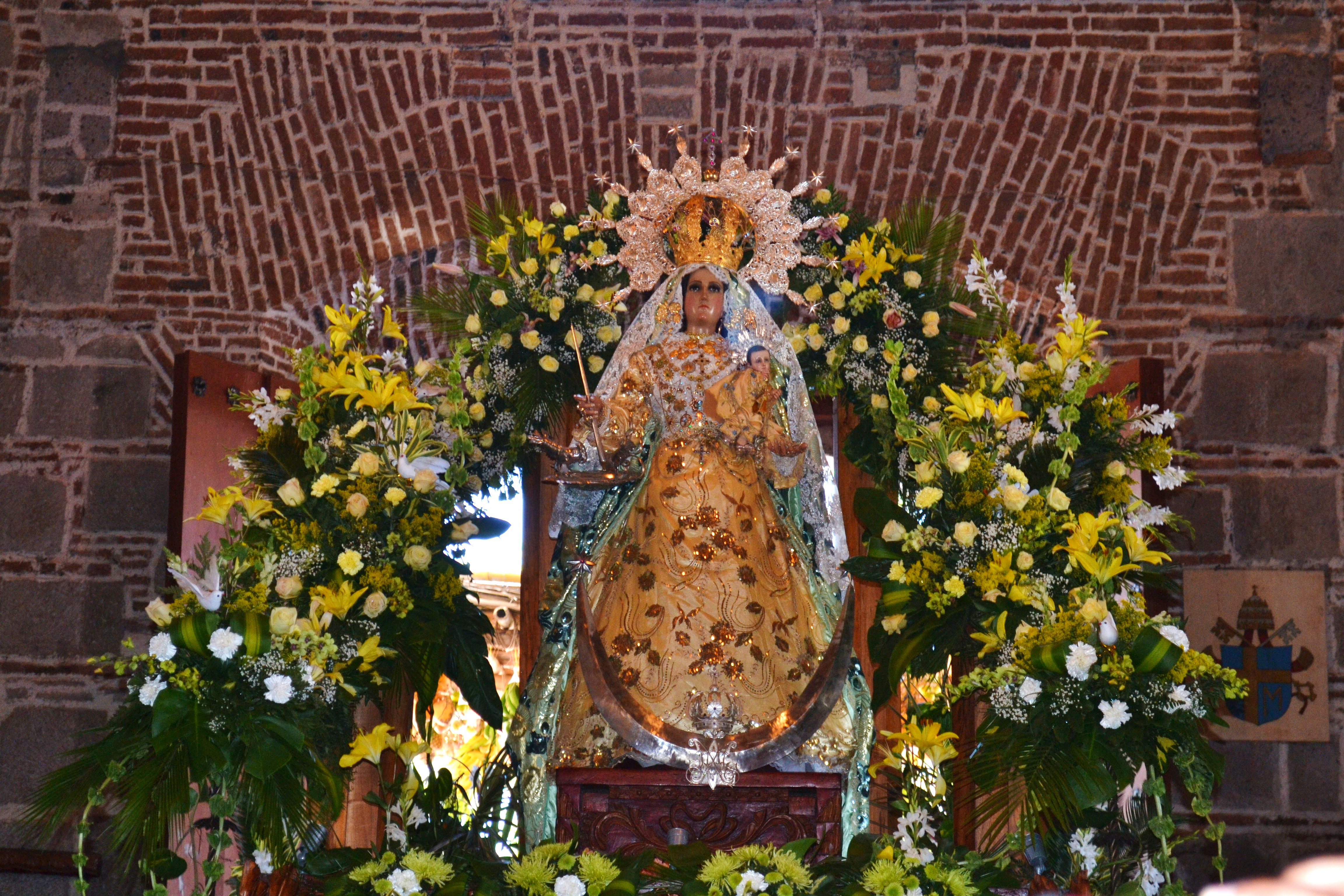
La Virgen de Candelaria lors des célébrations du 2 février à Diriomo.

Elle est située à 48 km de la capitale Managua.